# Kelmelis Hills
Die Kelmelis Hills sind eine Gruppe bis zu 1070 m hoher Hügel im ostantarktischen Viktorialand. In den Denton Hills ragen sie an der Ostflanke des Blue Glacier zwischen den Brodie Ponds und dem Joyce-Gletscher auf.
Das Advisory Committee on Antarctic Names benannte sie 1992 nach John A. Kelmelis, Kartograph des United States Geological Survey und dort von 1984 bis 1987 Manager des Polarprogramms.